# Le Saulcy
Le Saulcy é uma comuna francesa na região administrativa de Grande Leste, no departamento de Vosges. Estende-se por uma área de 9,83 km². Em 2010 a comuna tinha 339 habitantes (densidade: 34,5 hab./km²).